# Fede nell'Unico Dio Samoano
Fede nell'Unico Dio Samoano (in gilbertese: Faʻatuatua i le Atua Samoa ua Tasi, FAST) è un partito politico samoano fondato nel 2020, con l'ideologia del conservatorismo sociale.

## Risultati elettorali
| Elezione          | Voti   | Seggi   |
| ----------------- | ------ | ------- |
| Parlamentari 2021 | 32 510 | 25 / 51 |